# احمد ایراج
احمد ایراج (۴ سپتامبر ۱۹۷۹) بازیگر کویتی است. فعالیت هنری خود را از اواسط دههٔ ۱۹۹۰ شروع کرد، زمانی که در ابتدا در نقش‌های کوچکی در تئاتر و تلویزیون ظاهر شد. شهرت واقعی او با بازی در سریال «زخم زمان» در سال ۲۰۰۱ نوشتهٔ فجر السعید به دست آمد. پس از آن، در پروژه‌های هنری گوناگونی شرکت کرد. احمد ایراج آثار هنری متنوع، چه در ژانر کمدی، چه درام (تراژدی) و همچنین تئاتر کودک، ارائه داده است. او همچنان در زمینهٔ تئاتر کودک فعال است و نمایش‌های متنوعی در این زمینه ارائه می‌دهد.

## زندگی و پیشه
احمد ایرج غلام باقری، در ۴ سپتامبر ۱۹۷۹ در شهر الفحیحیل زاده شد. او از گروه «بِدون» (بدون تابعیت رسمی) است و دارای اصالت ایرانی می‌باشد. در سال ۲۰۱۱ به‌طور تبعی (از طریق پدر) موفق به دریافت تابعیت کویتی شد، چرا که پدرش در سال ۲۰۰۷ تابعیت کویت را دریافت کرده بود. در دانشکدهٔ ادبیات دانشگاه بنها در مصر تحصیل کرد، اما هرگز در رشتهٔ تحصیلی‌اش مشغول به کار نشد و به جای آن تصمیم گرفت وارد دنیای بازیگری شود.
آغاز مسیر هنری احمد ایراج به اواسط دههٔ ۱۹۹۰ برمی‌گردد، زمانی که او نخستین بار روی صحنهٔ تئاتر ظاهر شد و در نمایش «شمع‌ها و فداکاری‌ها» بازی کرد. در سال ۱۹۹۶، اولین فرصت حضور تلویزیونی خود را با سریال «بازگشت سندباد» به دست آورد. تا سال ۱۹۹۸ او به تدریج در پروژه‌های مختلف تلویزیونی حضور یافت و نقش‌های متعددی بازی کرد که باعث تثبیت جایگاهش در دنیای هنر شد. از جمله کارهای او در آن دوران می‌توان به «جستجوگر در شهر»، «خانهٔ پدر»، و «همسایهٔ هفتم» اشاره کرد.
سال ۱۹۹۹ نقطهٔ عطف واقعی برای احمد ایراج بود، زیرا در برنامهٔ تئاتری «نمایش‌های ۲۰۰۰» همراه با طارق العلی بازی کرد و توانست توجه تهیه‌کنندگان و کارگردانان را جلب کند. پس از آن، نقش‌های مختلفی به او سپرده شد و در آثار برجسته‌ای بازی کرد که از جمله آن‌ها می‌توان به «رازهای پشت دیوارها»، «دادویات»، «گام‌هایی روی یخ»، و «بخند و گریه نکن» اشاره کرد.
در سال ۲۰۰۱، در یکی از مهم‌ترین آثار هنری خود بازی کرد؛ سریال «زخم زمان» که یکی از مشهورترین سریال‌های درام خلیجی به‌شمار می‌رود. در این سریال، بازیگران مطرحی همچون حیات الفهد، ابراهیم صلال، عبدالعزیز جاسم و دیگران حضور داشتند. پس از این اثر، احمد ایراج به عنوان یکی از ستاره‌های نوظهور در دنیای درام خلیجی شناخته شد. بین سال‌های ۲۰۰۵ تا ۲۰۰۹ بیش از ۱۵ اثر هنری را اجرا کرد که از جمله آن‌ها می‌توان به «آه یا زمان»، «جبروت یک زن»، «مردانی که وهم می‌فروشند»، «اصیل» و «طوفان در دره» اشاره کرد. در سال ۲۰۰۹ حضور هنری او بسیار پررنگ بود؛ در سریال‌های «سدرهٔ خانه»، «همسایه‌ها» و «عشق بزرگ» بازی کرد و در نمایش «هتل وحشت» درخشید. همچنین اولین تجربهٔ سینمایی‌اش را در فیلم «فرصتی دیگر» داشت.
در سال ۲۰۱۰، در سریال «نور در آسمان صاف» همراه با سعاد عبدالله ایفای نقش کرد و همچنین در سریال‌های «دست نیافتنی»، «داستان هوانا» و فیلم «شهر گمشده» حضور داشت. در سال ۲۰۱۱ در سریال‌های «دنیا خوب است»، «فرصت دوم»، «آسمان دوم»، «عشق گاهی کافی نیست» و «سایهٔ دریا» بازی کرد. پس از آن به ایفای نقش در سریال‌های مختلف ادامه داد که از جمله آن‌ها می‌توان به «آتشفشان نرم»، «تو عمرمی»، «غریبه در میان خانواده‌اش»، «سلطان»، «فانتازیا»، «ابو لمبه»، «حالت فوت»، «فقط دو کلمه»، «روتین»، «طلوع خورشید»، «دلخوشی»، «فریاد» و «پایان» اشاره کرد.
آخرین آثار احمد ایرج شامل سریال‌های «یک همسر کافی نیست»، «گرگ‌ها»، «خانهٔ نفرین شده»، «ابرا کدابرا»، «منایر»، «چهار عروس»، «صدف» و «شهر تفریحی» هستند.

## زندگی شخصی
همسرش زینه کرم است، مجری و بازیگر بازنشستهٔ کویتی. آن دو ابتدا در یکی از برنامه‌های تلویزیونی آشنا شدند، جایی که زینه مجری بود و احمد جذب ذهنیت و شخصیت او شد. رابطه‌شان پس از ورود زینه به دنیای بازیگری نزدیک‌تر شد و آنها فرصت همکاری و شناخت بهتر از هم را پیدا کردند.در سال ۲۰۱۱، بعد از اینکه احمد ایراج تابعیت کویتی را از طریق پدرش گرفت، با زینه ازدواج کرد. آنها دو فرزند دارند: سلیمان و دلال. پس از ازدواج، زینه تصمیم به کناره‌گیری از دنیای هنر و رسانه گرفت تا بیشتر به خانواده و خانه برسد و این تصمیم شخصی زینه بوده است.
در ۲۵ مهٔ ۲۰۲۵، کمیتهٔ عالی بررسی تابعیت کویت، تصمیمی صادر کرد مبنی بر سلب تابعیت کویتی از احمد ایراج، که این تابعیت را از طریق پدرش به دست آورده بود.